# Musée d'art contemporain des Laurentides
Pour les articles homonymes, voir Musée d'art contemporain.
Le Musée d'art contemporain des Laurentides est un musée québécois consacré à l'art contemporain situé à Saint-Jérôme, la plus importante ville des Laurentides. Il occupe une partie de la maison de la culture Claude-Henri-Grignon, l’ancien palais de justice de la ville, soit l’un des bâtiments patrimoniaux jouxtant le parc Labelle.
Depuis son inauguration jusqu'en 2010, le Musée d'art contemporain des Laurentides (MAC LAU) a présenté plus de 236 expositions. Il enregistre près de 20 000 visiteurs chaque année, dont plus de 6 000 jeunes dans le cadre de programmes éducatifs.
Le MAC LAU se donne pour mission de faire connaître, promouvoir et diffuser la production des artistes en arts visuels, en mettant l’accent sur l’art contemporain et actuel. Le Musée a également comme mandat de conserver, documenter, diffuser et rendre accessibles les œuvres de sa collection, laquelle est principalement composée d'œuvres d'artistes des Laurentides.
L'année 2014 sera marquée par la reconnaissance muséale accordée au MAC LAU par le ministère de la Culture et des Communications du Québec. Le Musée d'art contemporain des Laurentides devient ainsi le premier musée officiellement reconnu dans sa région.

## Historique
Depuis ses débuts, le Musée d’art contemporain des Laurentides prend place dans le bâtiment historique que l’on nomme actuellement la maison de la culture Claude-Henri-Grignon. L'édifice, de style Beaux-Arts, fut construit en 1923 selon les plans de l'architecte Georges St-Michel, afin d’y accueillir un palais de justice. L’édifice conserva sa vocation jusqu’en 1970 lorsque le ministère de la Justice déménagea. On le nomma dès lors « le Vieux Palais ». Durant les années qui suivirent, le Vieux Palais fut l’hôte de nombreux organismes socioculturels et communautaires.

### La Galerie d'art du Vieux Palais
C’est en 1977 qu'a lieu une première tentative visant à mettre sur pied une galerie d’art, avec l’exposition des œuvres de François Thivierge, artiste déjà connu dans la région. Le succès de cette expérience incite sept autres artistes à poursuivre dans cette direction. Cette même année, les fêtes du patrimoine et de la Saint-Jean-Baptiste servent de prétexte pour créer une interaction entre la population et les artistes.
À cette même époque, l’ancien palais de justice de Saint-Jérôme est sauvé in extremis de la démolition par l’importante campagne Sauvons le Vieux Palais, menée par les artistes et le Conseil de la culture. Plusieurs artistes descendent alors dans la rue pour manifester leur désaccord et de longues démarches sont entreprises afin d’aménager un centre régional des arts dans ce magnifique édifice.
Le 14 avril 1978, une exposition solo des encres de Micheline Barot inaugure officiellement la Galerie d’art du Vieux Palais. Près de 500 personnes sont présentes à l’inauguration et le slogan lancé ce soir-là est : « La Galerie d’art du Vieux Palais : une fierté régionale. » Durant les mois suivants, la Galerie accueille un artiste par mois pour y présenter ses œuvres. L’art proposé couvre un large éventail de techniques et de styles et illustre déjà la mission de la Galerie, soit de diffuser et de promouvoir les œuvres des artistes des Laurentides.
En décembre 1984, la Galerie d’art du Vieux Palais quitte ses locaux en raison d’importants travaux de rénovation, nécessaires à la préservation du bâtiment. Afin de demeurer toujours active, elle déménage temporairement ses bureaux administratifs dans la maison Prévost, sur la rue Labelle. Des expositions itinérantes sont organisées dans la région ainsi qu’au nouveau palais de justice, sur la rue De Martigny. Dans l’attente de sa réintégration dans les locaux rénovés du Vieux Palais, la Galerie d’art poursuit son mandat et, fait intéressant, rejoint une nouvelle clientèle.

### Le Centre d’exposition du Vieux Palais
Le sommet socio-économique de la région des Laurentides, tenu en 1986, incite le ministère des Affaires culturelles à lever son moratoire et à inclure la Galerie d’art dans son réseau d’institutions muséales. Dès lors, la Galerie d’art du Vieux Palais devient le Centre d'exposition du Vieux Palais. Maintenant accrédité, le Centre d’exposition profite d’une subvention au fonctionnement plus substantielle et récurrente. L’année suivante, il intègre ses nouveaux locaux au premier étage du Vieux Palais et y trouve des salles d’expositions adéquates et conformes aux normes muséales.
L'inauguration officielle du Centre d'exposition du Vieux Palais a lieu en 1987, avec l’exposition Parcours. Pour cet événement d’envergure, 18 artistes qui ont marqué les arts visuels des Laurentides exposent chacun trois œuvres créées à des périodes différentes de leur vie, présentant ainsi leur parcours artistique. Le Centre d’exposition poursuit alors le mandat de la Galerie d’art, soit de faire connaître, de promouvoir et de diffuser les arts visuels en mettant l’accent sur l’art contemporain et actuel. Produisant la plupart des expositions présentées, la direction du Centre d’exposition du Vieux Palais élabore à chaque année une programmation variée et de nombreuses activités culturelles.
Ainsi, des expositions d’importance ont façonné la vie du Centre. Soulignons René Derouin, De Toubête aux échographies, qui fut présentée en 1988 et l’exposition Laurentides, panorama pictural de 1899 à nos jours, présentée en 1992. Cette exposition a révélé l’attrait des Laurentides pour plusieurs peintres qui ont marqué l’histoire de l’art du Québec et mis en scène son histoire picturale. En 1998, afin de souligner le vingtième anniversaire de la Galerie d'art du Vieux Palais, le Centre monte l'exposition 1978 qui rassemble des œuvres réalisées à l'époque de son ouverture. De plus, c'est la première institution muséale du Québec à présenter une exposition traitant de la représentation de l’homosexualité masculine dans l’art avec l’exposition Le Corps gay. Le Musée produit lui-même la majorité des expositions et fait appel à l’occasion à des commissaires invités. 
En février 2003, le Centre d'exposition produit l'exposition Mutations de Riopelle, dont la commissaire est Yseult Riopelle, la fille de Jean Paul Riopelle. Cette exposition traite d’un aspect de l’œuvre de Riopelle méconnu du grand public et regroupe des œuvres monumentales, dont plusieurs n’avaient jamais été exposées au Québec. Par la suite, l’exposition sera également présentée au Musée du Bas-Saint-Laurent (Rivière-du-Loup), à la Maison Hamel-Bruneau (Québec), au Centre national d’exposition (Ville de Saguenay) et au Musée des beaux-arts de Sherbrooke.
Le Centre a également mis sur pied un volet d’échange international, principalement avec le Mexique. Dans le cadre de ce volet des expositions ont eu lieu en 1992, 1994 et 1996. Le symposium Mythologie des lieux, présenté en 1999, est un exemple d’événements internationaux réalisés par le Centre. Ce dernier accueille aussi des expositions produites par d’autres musées réputés, telle La Nature des choses réalisée par le Musée du Québec et présentée en 2001.

### Le Musée d’art contemporain des Laurentides
En 2003, le Centre d’exposition du Vieux Palais commence une collection justifiée par l’effervescence de la création artistique dans cette région et change alors sa dénomination en devenant le Musée d’art contemporain des Laurentides (MACL). Grâce à sa programmation, son service éducatif, son action culturelle et sa philosophie de gestion, le MAC LAU a remporté prix et reconnaissances des milieux de la culture et du tourisme. Il présente différentes tendances et disciplines propres aux arts visuels et offre aux artistes professionnels et à ceux de la relève, des outils de promotion et de diffusion.

## Les expositions
Le directeur et la conservatrice du Musée sélectionnent les expositions qui correspondent au mandat et à la personnalité de l’institution. En règle générale, les expositions sont de trois types : expositions d’artistes en arts visuels et en métiers d’art, expositions collectives autour d’une thématique spécifique et expositions à caractère sociologique. Le Musée produit lui-même la majorité des expositions et fait appel à l’occasion à des commissaires invités. Certaines expositions proviennent d’institutions partenaires. Le Musée accueille des propositions d’artistes québécois, canadiens et étrangers tout en accordant une place prépondérante aux artistes des Laurentides. Autour de dix expositions sont présentées chaque année au MACL. Alors qu’une salle didactique accueille le visiteur à l’entrée du Musée, deux salles sont quant à elles vouées aux œuvres, offrant ainsi un espace de 333 m2 aux expositions temporaires.

## Les collections
Les collections du Musée d'art contemporain des Laurentides sont gérées par celui-ci en fonction de leur mission, soit « de refléter et de promouvoir le travail des artistes en arts visuels. En mettant l’accent sur l’art contemporain et actuel, le Musée sélectionne les œuvres selon l’ordre de priorité suivant :
- L’art contemporain pratiqué dans les Laurentides depuis 1960, selon les thématiques de la nature, de l’humain et de l’objet.
- Un corpus d’œuvres d’avant 1960 pour constituer l’ancrage historique de la collection et marquer l’identité de la région.
- Les œuvres des artistes des Laurentides, les œuvres mettant les Laurentides en valeur et les œuvres d’artistes nationaux et internationaux rendant compte d’événements majeurs particuliers aux Laurentides.
- Les écrits, manuscrits, plans, instructions, photographies, bandes vidéo ou enregistrements des procédures et des matériaux, etc., ou tout autre document témoignant du processus de création d’œuvres éphémères.

De plus, les collections du musée sont de 4 ordres, soit la collection permanente, la collection de prêt d’œuvres, la collection didactique et la collection documentaire. En 2009, cette collection comprend près de 400 œuvres issues de donations dont une quarantaine orne les murs du Cégep de Saint-Jérôme et plus de soixante font partie de la collection « Prêt d’œuvres d’art du Musée ». La collection permanente du MAC LAU contient quant à elle des œuvres d'artistes tels que Jean Paul Riopelle, Alfred Pellan, Kittie Bruneau, René Derouin, Bonnie Baxter, Reynald Connolly, Jennifer Lefort, Gilles Boisvert,  Henriette Fauteux-Massé ou Pierre Leblanc. L’exposition Pour le plaisir de surprendre, un regard sur la collection, présentée en 2009, donna la chance aux visiteurs du Musée de connaître et d’apprécier quelques-unes des œuvres acquises et conservées.

## Les activités culturelles et éducatives
Depuis plus de vingt ans, le service éducatif du Musée d’art contemporain des Laurentides reçoit des élèves pour des activités de découvertes et des ateliers de création reliés aux expositions présentées en salle. Le programme scolaire se veut en quelque sorte un entremetteur entre l'œuvre et l'enfant, entre l'imaginaire et la créativité. Toutes les activités sont élaborées avec un souci d’adaptation à l’âge des participants et en accord aux orientations du programme scolaire. L’animateur organise la visite-atelier en favorisant la stimulation sensorielle, l’observation, la discussion et la création. Ce type d’activité est aussi offert par le Musée lors des Dimanches en famille. Ces ateliers sont offerts à quelques reprises au cours de l’année et permettent aux familles d’échanger et de s’amuser autour des différents thèmes présentés dans les expositions.
De plus, le Musée d’art contemporain des Laurentides est aussi le fier organisateur du concours « Jeunes artistes en arts visuels des Laurentides ». Chaque année, le Musée proclame deux artistes dont le cheminement rencontre les objectifs établis pour les catégories « Recherche et diffusion » et « Initiation à la sérigraphie ». Grâce à des partenaires, le MAC LAU offre des bourses aux lauréats, ainsi que la possibilité d'être diffusé au Musée et une formation en sérigraphie à l’Atelier de l’Île. Le Musée d’art contemporain des Laurentides se donne comme mission d’encourager et d’aider les jeunes artistes à persévérer dans leur création.
Il est très important pour le Musée d’art contemporain des Laurentides de s’impliquer dans la communauté. Dans cette perspective, le Musée organise des événements particuliers pour ses visiteurs tout au long de l’année. Par exemple, d’intéressantes activités reliées à des événements tels que le Jour de la Terre, la Journée mondiale du livre et du droit d’auteur ou les Estivales de Saint-Jérôme sont offertes au public. De plus, à l’occasion du 175e anniversaire de la ville de Saint-Jérôme, le Musée d’art contemporain des Laurentides a élaboré le « Circuit d’art public ». Ce guide présente un itinéraire qui permet aux visiteurs de découvrir 15 œuvres d’art public présentées à divers endroits au cœur de la ville de Saint-Jérôme. Le MACL organise aussi des escapades culturelles afin de donner la possibilité aux citoyens de visiter des établissements importants en art contemporain. En route vers Toronto ou New York, les visiteurs du Musée d’art contemporain des Laurentides ont pu profiter des expositions offertes par les musées de ces villes plutôt éloignées. Ces activités résultent de la mission que s’est donné le MAC LAU, soit de faire connaître, de promouvoir et de diffuser l’art contemporain et actuel.